# Bibliothèque interuniversitaire scientifique de Jussieu
La Bibliothèque interuniversitaire scientifique de Jussieu (BIUSJ) était une bibliothèque interuniversitaire rattachée à l'Université Pierre-et-Marie-Curie (UPMC) et qui desservait également les étudiants et personnels de Paris VII. Son fonds initial provient de la section scientifique de la Bibliothèque de la Sorbonne. Elle forme aujourd'hui le pôle des sciences de la Bibliothèque de Sorbonne Université.

## Historique
En 1970, la faculté des sciences s'installe dans le 5e arrondissement de Paris, sur le site de Saint-Victor, appelé plus tard campus de Jussieu. 
En 2006, elle adopte une direction commune avec le Service commun de la documentation médicale (SCDM) de l'UPMC. Elle lui est finalement rattachée depuis qu'elle a perdu son caractère interuniversitaire à la suite du décret no 2009-562 du 19 mai 2009. La fusion SCDM-BIUSJ a donné naissance à la bibliothèque universitaire Pierre-et-Marie-Curie (BUPMC), constituant alors le SCD de l'UPMC.
La BIUSJ regroupait 13 sections scientifiques sur le campus de Jussieu et une section (Mathématiques Recherche) décentralisée dans le 13e arrondissement, dans les locaux de l'Institut de mathématiques de Jussieu – Paris Rive Gauche.

## Organisation
Au titre de l'enseignement, elle comprenait une bibliothèque « Licence 1 Licence 2 », ex-« Bibliothèque du premier cycle », qui constitue une bibliothèque générale destinée aux étudiants de début de licence avec 552 places assises. 
Les autres bibliothèques d'enseignement, destinées plus spécialement aux étudiants de L3 à M2, sont : 
- Physique enseignement
- Chimie enseignement
- Biologie enseignement
- Maths info enseignement
- Sciences de la terre enseignement.

Pour la recherche, il existait une bibliothèque générale scientifique avec des collections générales de niveau recherche, et cinq bibliothèques spécialisées : 
- Physique-chimie recherche
- Biologie recherche
- Mathématiques recherche
- Informatique recherche
- Sciences de la Terre recherche

La section de Sciences de la Terre Recherche est le CADIST.